# 梶本ユキヒロ
梶本 ユキヒロ（かじもと ユキヒロ、1985年2月10日 - ）は、日本のイラストレーター、漫画家。元トライエース社員。

## 人物
トライエース社員時代に「梶本 幸宏」名義で『インフィニット アンディスカバリー』のキャラクターデザイン等を手掛ける。
その後はスクウェア・エニックス関連作品で「梶本ユキヒロ」名義でイラスト及びキャラクターデザインを行っており、退職したトライエースの代表作であるスターオーシャンシリーズでも複数デザインを手掛けている。
2016年には漫画家として『アヤナシ』を連載している。

## 作品履歴

### キャラクターデザイン・イラスト

#### ゲーム
- 『インフィニット アンディスカバリー』（2008年、スクウェア・エニックス） - キャラクターデザイン ※ 梶本幸宏名義
- 『ロード オブ ヴァーミリオン』（2008年、スクウェア・エニックス） - キャラクターイラスト ※ 梶本幸宏名義
- 『JUDAS CODE』（2014年、トライエース） - キャラクターイラスト ※ 梶本幸宏名義
- 『スターオーシャン:アナムネシス』（2016年、スクウェア・エニックス） - キャラクターイラスト
- 『スターオーシャン6 THE DIVINE FORCE』（2022年、スクウェア・エニックス） - サブキャラクターデザイン
- 『STAR OCEAN THE SECOND STORY R』（2023年、スクウェア・エニックス） - キャラクターデザイン

#### その他
- ファイナルファンタジー・トレーディングカードゲーム（スクウェア・エニックス） - カードイラスト

### 漫画
- 『アヤナシ』 - 『少年マガジンR』2016年5号 - 2018年4号 全4巻。
- 『スターオーシャン:アナムネシス』第二章「-Twin Eclipse-」WEB漫画（原作：和ヶ原聡司） - 2018年9月 - 2019年5月、全7話